# Войната на кралете на деветте петака
Тази война е измислена от Джордж Мартин в книгата му Песен за огън и лед.
В последната част от управлението на крал Егон V Таргариен, Блекфайърите отново станали проблем за Седемте кралства. Мелис Блекфайър, за когото се казвало, че изял собствения си близнак в майчината си утробата, след което втора глава израснала от врата му, сключил съюз с осем други претенденти за власт в източния континент. Членовете на тази група „Бандата на деветте“ се зарекли да си помагат един на друг да постигнат целите си. Първата цел бил свободният град Тирош, който бил завладян в името на Алеко Алдарис Златноезикия. След това те подсигурили островите Каменна стъпка като база за операции срещу Вестерос. Седемте кралства разпознали заплахата и пратили голяма войска да премахне опасността преди тя да се е разраснала. Няколко рицари се проявили в битката като Бриндън Тъли и Баристан Селми, който убил Мелис Чудовищния в единичен бой и така сложил край на дома Блекфайър.